# Lijst van rijksmonumenten in Swalmen
De plaats Swalmen telt 20 inschrijvingen in het rijksmonumentenregister. Hieronder een overzicht.
| Object | Oorspronkelijke functie?  | Bouwjaar                               | Architect                                     | Locatie                  | Coördinaten?                 | Nr.?   | Afbeelding                                                                                                  |
| --- | ------------------------- | -------------------------------------- | --------------------------------------------- | ------------------------ | ---------------------------- | ------ | --- |
| Beeckerhof                                                                                                  | Boerderij                 | 1780 (gevelsteen)                      |                                               | Beeckerhof 8             | 51° 13' 40" NB, 6° 1' 50" OL | 34957  | Meer afbeeldingen                                                                                           |
| Baxhof | Boerderij                 | 15e/16e eeuw (herenhuis) 1854 (schuur) |                                               | Baxhoeverweg 4           | 51° 14' 42" NB, 6° 2' 22" OL | 34958  | Baxhof |
| Mariakapel Heide                                                                                            | Kapel                     | 1835 (gevelsteen)                      |                                               | Hollestraat tegenover 21 | 51° 14' 19" NB, 6° 2' 39" OL | 34961  | Meer afbeeldingen                                                                                           |
| Huis met gezwenkte zijgevel en schuur                                                                       | Werk-woonhuis             | 1754                                   |                                               | Marktstraat 6            | 51° 13' 55" NB, 6° 2' 8" OL  | 34962  | Meer afbeeldingen                                                                                           |
| Heiligenbeeldhuisje                                                                                         | Kapel                     | 1723                                   |                                               | Parallelweg bij 30       | 51° 14' 6" NB, 6° 1' 46" OL  | 34963  | Meer afbeeldingen                                                                                           |
| Hoeve van het hoftype                                                                                       | Boerderij                 | 1789                                   |                                               | Middelhoven 5            | 51° 14' 5" NB, 6° 1' 45" OL  | 34964  | Hoeve van het hoftype                                                                                       |
| Kasteel Ouborg                                                                                              | Kasteel, buitenplaats     | 13e eeuw                               |                                               | Naborchweg 10            | 51° 13' 58" NB, 6° 1' 40" OL | 34965  | Meer afbeeldingen                                                                                           |
| R.K. Kerk H. Lambertus                                                                                      | Kerk en kerkonderdeel     | 1896                                   | C. Franssen                                   | Markt 5                  | 51° 13' 52" NB, 6° 2' 9" OL  | 34966  | Meer afbeeldingen                                                                                           |
| Huis Zuidewijk-Spick                                                                                        | Kasteel, buitenplaats     | 18e eeuw                               |                                               | Raaystraat 1             | 51° 12' 30" NB, 6° 2' 48" OL | 524300 | Meer afbeeldingen                                                                                           |
| Huis Zuidewijk-Spick - Historische aanleg                                                                   | Kasteel, buitenplaats     | 18e eeuw                               |                                               | bij Raaystraat 1         | 51° 12' 29" NB, 6° 2' 52" OL | 524304 | Meer afbeeldingen                                                                                           |
| Huis Zuidewijk-Spick - Bijgebouwen                                                                          | Kasteel, buitenplaats     | 18e eeuw                               |                                               | bij Raaystraat 1         | 51° 12' 29" NB, 6° 2' 45" OL | 524361 | Meer afbeeldingen                                                                                           |
| Huis Zuidewijk-Spick - Muur met poort                                                                       | Kasteel, buitenplaats     | 18e eeuw                               |                                               | bij Raaystraat 1         | 51° 12' 29" NB, 6° 2' 48" OL | 524380 | Upload foto                                                                                                 |
| Huis Zuidewijk-Spick - Toegangsbrug                                                                         | Kasteel, buitenplaats     | 18e eeuw                               |                                               | bij Raaystraat 1         | 51° 12' 29" NB, 6° 2' 46" OL | 524381 | Meer afbeeldingen                                                                                           |
| Huis Zuidewijk-Spick - Twee bakstenen hekpijlers                                                            | Kasteel, buitenplaats     | 18e eeuw                               |                                               | bij Raaystraat 1         | 51° 12' 28" NB, 6° 2' 45" OL | 528924 | Upload foto                                                                                                 |
| Terrein waarin een urnenveld                                                                                | Archeologisch monument    | Bronstijd-IJzertijd                    |                                               |                          | 51° 13' 32" NB, 6° 2' 54" OL | 46019  | Upload foto                                                                                                 |
| Terrein waarin voormalige Romeinse weg                                                                      | Archeologisch monument    | Romeinse Tijd                          |                                               |                          | 51° 13' 32" NB, 6° 3' 31" OL | 46020  | Terrein waarin voormalige Romeinse weg                                                                      |
| Grafheuvel                                                                                                  | Archeologisch monument    | Neolithicum en/of Bronstijd            |                                               |                          | 51° 13' 44" NB, 6° 3' 49" OL | 46021  | Grafheuvel                                                                                                  |
| Grafheuvel                                                                                                  | Archeologisch monument    | Neolithicum en/of Bronstijd            |                                               |                          | 51° 13' 46" NB, 6° 3' 52" OL | 46022  | Meer afbeeldingen                                                                                           |
| Terrein waarin de resten van een Romeinse villa                                                             | Archeologisch monument    | Romeinse tijd                          |                                               |                          | 51° 13' 60" NB, 6° 3' 32" OL | 46023  | Upload foto                                                                                                 |
| Terrein waarin 10 grafheuvels                                                                               | Archeologisch monument    | Bronstijd                              |                                               |                          | 51° 14' 1" NB, 6° 4' 24" OL  | 46024  | Meer afbeeldingen                                                                                           |
| Terrein waarin overblijfselen van 3 Romeinse pannenovens                                                    | Archeologisch monument    | Romeinse Tijd                          |                                               |                          | 51° 14' 6" NB, 6° 1' 32" OL  | 46026  | Upload foto                                                                                                 |
| Pastorie | Kerkelijke dienstwoning   | 1864                                   | P.J.H. Cuypers (bouw) Jos. Cuypers (hersteld) | Brugstraat 2             | 51° 13' 50" NB, 6° 2' 10" OL | 524395 | Pastorie |
| Raadhuis | Bestuursgebouw en onderdl | 1902 (bouw) 1938 (uitbreiding)         | C. Franssen (bouw) J. Bongaerts (uitbreiding) | Markt 1                  | 51° 13' 53" NB, 6° 2' 7" OL  | 524396 | Meer afbeeldingen                                                                                           |
| Moutfabriek J. Hendricks-Crijns BV                                                                          | Nijverheid                | 1880-1953                              |                                               | Stationsstraat 15        | 51° 14' 11" NB, 6° 2' 11" OL | 524397 | Moutfabriek J. Hendricks-Crijns BV                                                                          |
| Oude dienstschuur van het kasteel Hillenraad. Voorste gedeelte later verbouwd tot woonhuis. Gezwenkte gevel | Boerderij                 |                                        |                                               | Hillenraederlaan 15      | 51° 13' 22" NB, 6° 2' 5" OL  | 34960  | Oude dienstschuur van het kasteel Hillenraad. Voorste gedeelte later verbouwd tot woonhuis. Gezwenkte gevel |